# La Nef des dingues
La Nef des dingues est le quatorzième roman policier de Jean Amila paru dans la collection Série noire avec le numéro 1468 en 1972.

## Résumé
L’inspecteur Édouard Magne dit Géronimo est appelé à l’aide par Brigitte, une de ses anciennes maîtresses, car son compagnon, Dorf, a tabassé un chauffeur de camion qui se moquait de son style beatnik. 
Dorf et un ami, Meyer, veulent partir sur un bateau, mais le sloop a disparu, volé par deux adolescents, auteurs de crimes crapuleux dans la région. Meyer exécute froidement un des deux jeunes. L’autre, Pipou, promet de se taire et devient le serviteur de Dorf et Meyer. 
Meyer qui se présentait comme un puissant homme d’affaires est en réalité ruiné, à la suite de magouilles financières. En outre, il est traqué par des services parallèles au service d’élus politiques. 
Géronimo se retrouve à aider son amie Brigitte, alors que Pipou assassine deux barbouzes…

## Édition
Le roman est publié dans la Série noire avec le numéro 1468 en 1972. Il n’a jamais été réédité. 

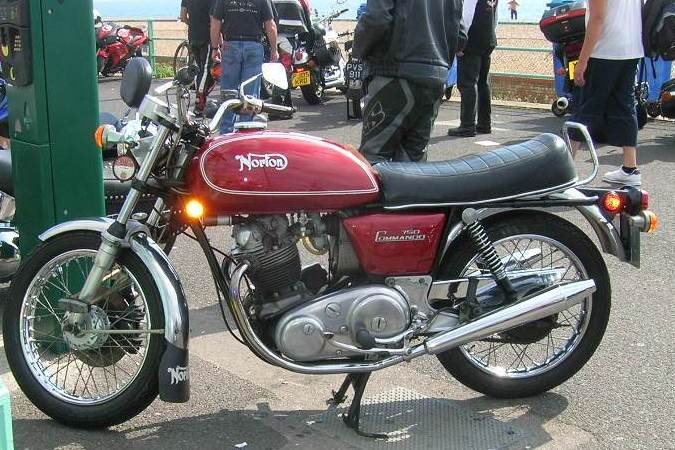
Norton Commando 750 cm³

## Autour du livre
C’est la première apparition de l’inspecteur Édouard Magne, dit Doudou, dit Géronimo. Magne est un officier de police judiciaire atypique aux allures hippies : cheveux longs, sandales, gilets afghans. Il ne se déplace que sur sa Norton 750. Sa philosophie est d’être au service des victimes et non du pouvoir.

## Sources
- Polar revue trimestrielle no 16, octobre 1995
- Claude Mesplède, Les Années Série Noire vol.3 (1966-1972), page 271-272, Encrage « Travaux » no 22, 1994
- Jean Amila et Géronimo